# A Dangerous Affair (film 1931)
A Dangerous Affair è un film del 1931 diretto da Edward Sedgwick.

## Trama
A Long Island, nella tranquilla cittadina di Havenhurst, la bella Marjory Randolph non prende sul serio il pericolo che possano accadere dei fatti criminali e ride dell'allarme lanciato dal reporter Wally Cook insieme al tenente di polizia McHenry. Wally cerca di convincerla che la cosa può diventare seria, ma non ci riesce. Così, per darle una lezione, il giovane si introduce di notte in casa di Marjory, rubandole una collana.

## Produzione
Le riprese del film, prodotto dalla Columbia Pictures Corporation con il titolo di lavorazione Ghost Walks, durarono dal 29 luglio al 17 agosto 1931.

## Distribuzione
Il copyright del film, richiesto dalla Columbia Pictures Corp., fu registrato il 28 settembre 1931 con il numero LP2633. Il film uscì nelle sale cinematografiche USA il 30 settembre 1931.